# Cannibal (Kesha)
Cannibal is een studioalbum van de Amerikaanse zangeres Ke$ha uit 2010. Het is de opvolger van het album Animal, dat uitkwam in januari van hetzelfde jaar. Ze heeft meer dan 74.000 albums in een week verkocht.
De eerste single van het album, getiteld "We R Who We R", kwam uit op 22 oktober 2010. Als tweede single werd "Blow" uitgekozen. De videoclip van "Blow" kwam uit op VEVO op 25 februari 2011. De single is uitgekomen op 14 maart 2011. "Sleazy" werd een promotiesingle in de Verenigde Staten. Onderwijl maakte ze ook bekend dat ze door Azië, de Verenigde Staten en Australië zou toeren met haar Get $leazy Tour.

## Tracklist
| Track | Titel                      | Schrijvers                                                                | Duur |
| ----- | -------------------------- | ------------------------------------------------------------------------- | ---- |
| 1     | "Cannibal"                 | Kesha Sebert, Joshua Coleman, Mathieu Jomphe, Pebe Sebert                 | 3:14 |
| 2     | "We R Who We R"            | K. Sebert, Lukasz Gottwald, Benjamin Levin, Coleman, Jacob Kasher Hindlin | 3:24 |
| 3     | "Sleazy"                   | K. Sebert, Gottwald, Levin, Shondrae Crawford, Klas Åhlund                | 3:25 |
| 4     | "Blow"                     | K. Sebert, Gottwald, Levin, Åhlund, Max Martin, Allan Grigg               | 3:40 |
| 5     | "The Harold Song"          | K. Sebert, Coleman                                                        | 3:58 |
| 6     | "Crazy Beautiful Life"     | K. Sebert, Gottwald, Martin, P. Sebert                                    | 2:50 |
| 7     | "Grow a Pear"              | K. Sebert, Gottwald, Levin, Martin                                        | 3:28 |
| 8     | "C U Next Tuesday"         | K. Sebert, David Gamson, Marc Nelkin                                      | 3:45 |
| 9     | "Animal" (Billboard Remix) | K. Sebert, Gottwald, Greg Kurstin, P. Sebert                              | 4:45 |

## Singles
- "We R Who We R"
- "Blow"

### Hitnoteringen in Nederland/Vlaanderen
| Single met eventuele hitnotering(en) in de Nederlandse Top 40 | Datum van verschijnen | Datum van binnenkomst | Hoogste positie | Aantal weken | Opmerkingen                 |
| ------------------------------------------------------------- | --------------------- | --------------------- | --------------- | ------------ | --------------------------- |
| We R who we R                                                 | 2010                  | 13-11-2010            | tip9            | -            | nr. 42 in de Single Top 100 |
| Blow                                                          | 2011                  | 26-03-2011            | tip1            | -            | nr. 88 in de Single top 100 |

| Single met hitnotering(en) in de Vlaamse Ultratop 50 | Datum van verschijnen | Datum van binnenkomst | Hoogste positie | Aantal weken | Opmerkingen |
| ---------------------------------------------------- | --------------------- | --------------------- | --------------- | ------------ | ----------- |
| We R who we R                                        | 2010                  | 18-12-2010            | 13              | 13           |             |
| Blow                                                 | 2011                  | 19-03-2011            | tip4            | -            |             |